# Society for Artistic Research
Die Society for Artistic Research (SAR) ist eine internationale, nichtkommerzielle Gesellschaft, die sich der internationalen Entwicklung, Verknüpfung und Verbreitung der künstlerischen Forschung widmet. SAR möchte auch die Zusammenarbeit und den Kontakt zwischen Personen fördern, die an der Theorie und Praxis der künstlerischen Forschung interessiert sind.

## Geschichte
Die Gesellschaft Society for Artistic Research (SAR) wurde 2010 in Bern (Schweiz) gegründet, aufgrund einer Initiative von Florian Dombois, Michael Schwab und Henk Borgdorff. Über 80 Künstler, Forscher und Akademiker aus der ganzen Welt, akademische und nicht-akademische Institutionen und Personen trugen sich in die Gründungs-Liste ein, darunter das deutsche !KF – Institut für künstlerische Forschung Berlin.

## Ziele
- die verschiedenen Aktivitäten künstlerischer Forschung innerhalb und außerhalb von Institutionen bekannt zu machen
- Kooperationen und Austausch zwischen den Interessenten an künstlerischer Forschung zu ermöglichen
- Konferenzen und Zusammenkünfte abzuhalten, die die Kommunikation von künstlerischem Wissen diskutieren und veröffentlichen

## Aktivitäten
- die Gesellschaft gibt die internationale Fachzeitschrift Journal for Artistic Research (JAR) heraus, eine internationale, Internet-basierte, frei zugängliche und begutachtete Zeitschrift für die Diskussion, Publikation und Veröffentlichung von künstlerischer Forschung und ihrer Methoden, aus allen künstlerischen Disziplinen.
- Die Gesellschaft veröffentlicht den Forschungskatalog Research Catalogue (RC), eine öffentliche Datenbank, die künstlerische Forschung von allen Benutzern veröffentlicht.
- Die Gesellschaft vergibt den Annual Prize for Excellent Research Catalogue Exposition für innovative, experimentelle Veröffentlichungsformate (erstmals für das Jahr 2017)
- Die Gesellschaft SAR veranstaltet eine jährliche Mitgliederversammlung, mit einem Symposion zu aktuellen Themen

## Executive Board (gewählt bis)
- Deniz Peters, President (Graz, Austria; 2022)
- Geir Strøm, Vice-President (Bergen, Norway; 2022)
- Jaana Erkkilä-Hill, Vice-President (Helsinki, Finland; 2024)
- Johan A. Haarberg, Executive Officer (Bergen, Norway)
- Angela Bartram (Derby, UK; 2022)
- Michaela Glanz (Vienna, Austria; 2024)
- Chrysa Parkinson (Stockholm, Sweden; 2024 [zurückgetreten])
- Gabriele Schmid (Ottersberg, Germany; 2022)

Board 2019–2020: Deniz Peters, President / Geir Strøm, Vice-President (Bergen, Norway; since 2018) / Giaco Schiesser, Vice-President (Zurich, Switzerland; since 2013) / Angela Bartram (Derby, UK) / Alexander Damianisch (Wien, Österreich; since 2013) / Leena Rouhiainen (Helsinki, Finnland; since 2015) / Gabriele Schmid (Ottersberg, Germany); Johan A. Haarberg, SAR Executive Officer (Bergen, Norway)
Board 2017–2019: Henk Borgdorff, President (Leiden / The Hague, Netherlands) / Geir Strøm, Vice-President (Bergen, Norway; seit 2018) / Giaco Schiesser, Vice-President (Zurich, Switzerland) / Angela Batram (Derby, GB) Alexander Damianisch (Wien, Österreich) / Leena Rouhiainen (Helsinki, Finland) / Gabriele Schmid (Ottersberg, Germany); Johan A. Haarberg, SAR Executive Officer (Bergen, Norway; seit 2018)
Board 2015–2017: Henk Borgdorff, President (Leiden / The Hague, Netherlands), Johan A. Haarberg, Vice-President (Bergen, Norway) / Giaco Schiesser, Vice-President (Zurich, Switzerland) / Alexander Damianisch (Wien, Österreich) / Anya Lewin (Plymouth, UK) / Leena Rouhiainen (Helsinki, Finland) / Gabriele Schmid (Ottersberg, Germany)
Board 2013–2015: Gerhard Eckel, President (Graz, Austria) / Johan A. Haarberg, Vice-President (Bergen, Norway) / Rolf Hughes, Vice-President (Stockholm, Sweden) / Alexander Damianisch (Wien, Österreich) / Julie Harboe (Lucerne, Switzerland) / Efva Lilja (Stockholm, Sweden) / Giaco Schiesser (Zurich, Switzerland)
Board 2011–2013: Anna Lindal, President (Gothenburg, Sweden) / Florian Dombois, Vice-President (Bern, Switzerland) / Rolf Hughes, Vice-President (Stockholm, Sweden) / Barbara Bolt (Melbourne, Australia) / Gerhard Eckel (Graz, Austria) / Kim Gorus (Antwerp, Belgium) / Johan A. Haarberg (Bergen, Norway)
Board 2010–2011: Florian Dombois, President (Bern, Switzerland) / Anna Lindal, Vice-President (Gothenburg, Sweden) / Darla Crispin, Vice-President (Ghent, Belgium) / Jan Kaila (Helsinki, Finland) / Sofie van Loo (Antwerp, Belgium) / George Petelin (Brisbane, Australia) / Stephen Scrivener (London, Great Britain)

## Editorial Board (Journal for Artistic Research)
- Vorsitzender: Michael Schwab, London (UK)
- Peer Review Editor: Julian Klein, Berlin (DE)
- Managing Editor: Barnaby Drabble, Stuttgart (DE)
- Editorial Board: Annette Arlander (Helsinki, FI), Christine Reeh-Peters (Karlsruhe/Berlin, DE), Danny Butt (Melbourne, AUS), Manuel Ángel Macia (Colombia/UK), Yara Guasque (Florianapolis, BR), Mareli Stolp (Kapstadt, SA), Mariela Yeregui (Buenos Aires, ARG), Paul Landon (Montrál, CA), Yara Guasque (Florianopolis, BRA)